# Кристофър Толкин
Кристофър Толкин (на английски: Christopher Tolkien) е английски писател.
Той е третият син на световноизвестния писател на фентъзи романи Дж. Р. Р. Толкин. Рисува картите към поредицата „Властелинът на пръстените“. Редактира и издава книгата „Децата на Хурин“ на 17 април 2007 г.

## Произведения
- The Return of the Shadow (1988)
- The Treason of Isengard (1989)
- The War of the Ring (1990)
- Sauron Defeated (1992)
- The Children of Húrin (2007)